# حوزه ایده‌آل اصلی

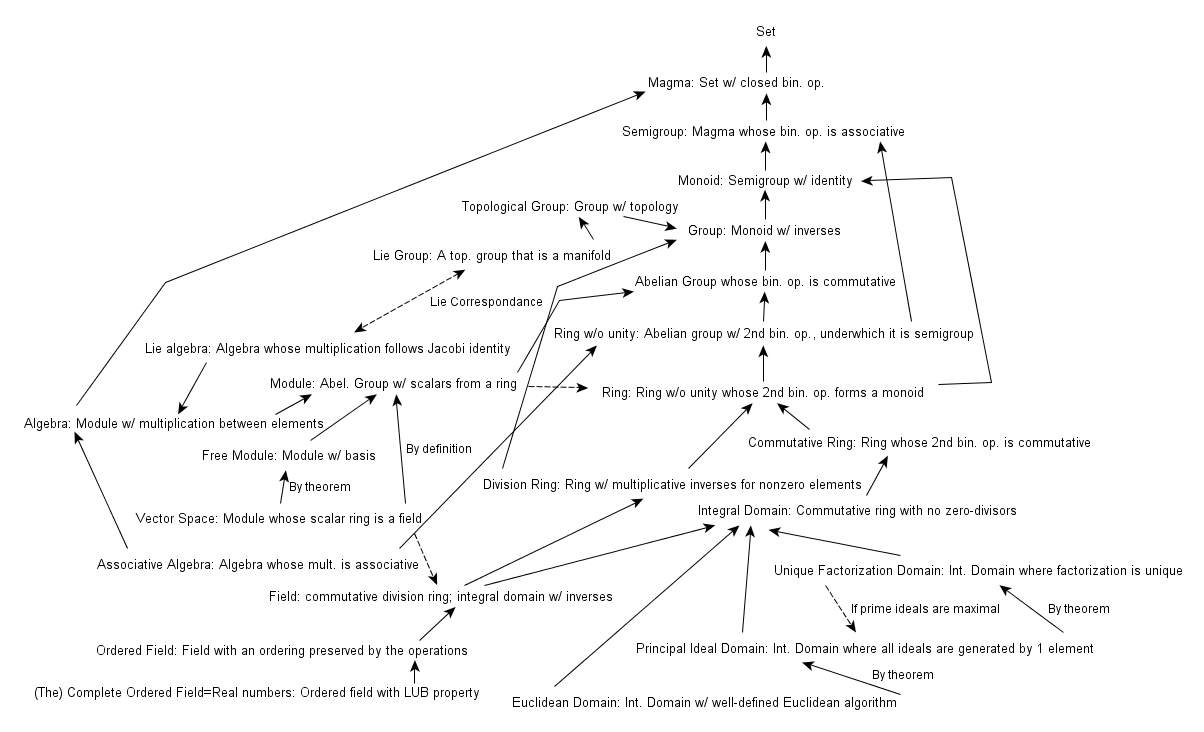
ساختار جبری

در ریاضیات، حوزه ایده‌آل اصلی (به انگلیسی: Principal Ideal Domain)، یا PID، حوزه صحیحی است که هر ایده‌آلش اصلی باشد، یعنی، بتوان آن را با یک عنصر تولید کرد. به طور کلی تر، حلقه ایده‌آل اصلی، حلقه ناصفر جابجایی است که ایده‌آل‌هایش اصلی باشند، گرچه که برخی مؤلفان (مثل بورباکی) به PID ها، حلقه های اصلی می گویند. تفاوت اصلی بینشان این است که حلقه ایده‌آل اصلی ممکن است دارای مقسوم علیه های صفر باشند، در حالی که حوزه ایده‌آل اصلی چنین عناصری ندارد. 
ازینرو، حوزه‌های ایده‌آل اصلی، اشیائی اند که نسبت به تقسیم‌پذیری همچون اعداد صحیح رفتار می کنند: هر عنصر از PID دارای تجزیه یکتایی به عناصر اول اند (بنابر این مشابه قضیه اساسی حساب هم در اینجا صادق است)؛ هر دو عنصر از یک PID دارای بزرگترین مقوم علیه مشترک است (گرچه که ممکن است امکان پیدا کردنش با الگوریتم اقلیدس وجود نداشته باشد). اگر x و y دو عنصر از یک PID، و بدون مقسوم علیه مشترک باشند، آنگاه هر عنصر از PID را می توان به صورت ax+by نوشت. 
حوزه‌های ایده‌آل اصلی نوتری، بسته صحیح، حوزه تجزیه یکتا و حوزه‌های ددکیند اند. تمام حوزه‌های اقلیدسی و تمام میدان‌ها، حوزه های ایده‌آل صحیح اند.
حوزه‌های ایده‌آل اصلی در زنجیره شمول زیر قرار دارند:
رونگ‌ ⊃ حلقه ⊃ حلقه جابه‌جایی ⊃  حوزه صحیح ⊃ حوزه بسته صحیح ⊃ حوزه ب.م.م. ⊃ حوزه تجزیه یکتا ⊃ حوزه ایده‌آل اصلی ⊃ حوزه اقلیدسی ⊃ میدان ⊃ میدان بسته جبری